# Котович Сергій Григорович
Сергі́й Григо́рович Котович (нар.Велика Мечетня, Кривоозерський район, Миколаївська область) — сержант Збройних сил України, учасник російсько-української війни.

## Нагороди
За особисту мужність і героїзм, виявлені у захисті державного суверенітету та територіальної цілісності України, вірність військовій присязі під час російсько-української війни нагороджений
- орденом «За мужність» III ступеня (27.11.2014).